# Affaire Bertin Agba - Loïk Le Floch-Prigent
L'affaire Bertin Agba - Loïk Le Floch-Prigent est une affaire d'escroquerie internationale, de type « nigériane » dont aurait été victime, Abbas Yousef, un Emirati d'Abu Dhabi. Cette affaire devient connue à la suite de l'arrestation le 15 septembre 2012 de Loïk Le Floch-Prigent à l'aéroport d'Abidjan et son extradition vers le Togo le lendemain et son inculpation. L’homme d’affaires Emirati soutient avoir été victime d’une escroquerie dont les cerveaux seraient le Togolais Sow Bertin Agba et Loïk Le Floch-Prigent. Inculpé de complicité d'escroquerie, Loïc Le Floch Prigent est libéré pour raisons de santé en février 2013 après cinq mois de prison au Togo. Il nie toute implication dans cette affaire d’arnaque à la nigériane. En décembre 2012, il porte plainte contre X visant les chefs de « corruption » et « atteinte arbitraire à la liberté par une personne exerçant une fonction publique ».
Loïc Le Floch Prigent indiquait que Abbas Yousef souffrirait de problèmes de santé et qu'un suivi psychiatrique serait nécessaire. Loïc Le Floch Prigent avait demandé une expertise psychiatrique de Abbas Yousef, qui avait refusé de s'y soumettre et avait quitté le togo précipitamment

## Historique
Le 10 mars 2008, Abbas Yousef, un Émirati d'Abu Dhabi, homme d'affaires est abordé dans les toilettes d'un palace de Dubaï par un Nigérian du nom de Mamadou Keita. Cet homme souhaitait lui présenter sa mère, Mounira Awa, se décrivant comme la veuve de feu le Président ivoirien Robert Guéï.  Celle-ci explique avoir de grandes difficultés à récupérer 275 millions de dollars que lui aurait légués son défunt mari et qui seraient bloqués dans un coffre à la Banque centrale togolaise.
Dans le souci de les aider et de réaliser un investissement intéressant, mais ne connaissant rien à l'Afrique, l’Émirati fait appel à Loïk Le Floch-Prigent, son ami et conseiller au sein de la société pétrolière suisse Pilatus Energy SA.
Une réunion est alors organisée à Dubaï entre l'homme d'affaires Émirati, Loïk Le Floch-Prigent, Mamadou Keita et Mounira Awa.  D'après l'homme d'affaires émirati, Loïk Le Floch-Prigent confirme alors la véracité des propos des escrocs et confirme également l'existence de l'argent; cette version est contestée par Loïk Le Floch-Prigent, selon lequel c'est l'homme d'affaires émirati qui lui a présenté Mamadou Keita et Mounira Awa, et non l'inverse.
Il est alors demandé à Abbas Yousef de se rendre à Lomé avec 1 200 000 dollars afin de débloquer la somme déposée en banque. L’Émirati se rend à Lomé en compagnie de Loïk Le Floch-Prigent le 21 juillet 2008 par avion spécial. Ils sont accueillis par Mamadou Keita et Mounira Awa, ainsi que par celui qui se présente frauduleusement comme le Ministre de l'Intérieur du Togo, Bertin Sow Agba. Ce dernier conduit l’Émirati au domicile de Pascal Bodjona, directeur de cabinet du Président togolais Faure Gnassingbé, pour apporter encore plus de crédibilité aux allégations de l'ensemble des escrocs.
Agba Bertin, deux mois plus tard, annonce à Abbas Youssef qu’il vient de démissionner de son faux poste de Ministre de l’Intérieur et qu’il est remplacé par Pascal Bodjona, qui a organisé le transfert de l’argent au Ghana avec l’aide de Jean Pierre Gbikpi Benissan, Ambassadeur du Togo au Ghana.
Originaire du même village que Bertin Agba, Pascal Bodjona, lors de son implication dans cette affaire, est d'abord Ministre de l'Administration Territoriale puis Ministre de l'Intérieur du Togo. Il est surtout le conseiller du Président Faure Gnassingbé sur toutes les décisions politiques et utiliserait les habits de la République togolaise pour escroquer les rares investisseurs intéressés par le Togo.
Il nourrirait en parallèle des ambitions présidentielles.
En tout, ce sont plus de 50 millions de dollars, soit plus de 25 milliards de Francs CFA, que les protagonistes de cette escroquerie ont soutiré à Abbas Yousef, qui a depuis acquis la réputation d'être un pigeon de premier ordre en Afrique. Les paiements ont été effectués par un fiduciaire suisse de Abbas, M. Pius Waser, qui sans sourciller a fait les transferts comme le montrent les documents ci-joints.
Plusieurs noms - des prête-noms - étaient régulièrement communiqués à Abbas Yousef par Mounira Awa afin que l’Émirati réalise des transferts d'argent de manière répétée sur ces comptes.
De guerre lasse et sur les conseils de ses avocats, l’Émirati porte plainte à Lomé contre Agba Sow Bertin, Pascal Bodjona et Jean Pierre Gbikpi Benissan pour escroquerie en bande organisée, et commet le cabinet d'avocats africains Akakpo Martial et Associés, pour le conseiller.

## Procédure judiciaire en cours au Togo

### La Plainte de Abbas Yousef
Abbas Yousef porte plainte à Lomé le 18 décembre 2011.

### Mandat d'arrêt
Plusieurs mandats d'arrêt ont été émis par la République du Togo, contre Mamadou Keita, Mounira Awa, Loïk Le Floch-Prigent et Bertin Agba.
Ces différents mandats d'arrêt sont signés par le juge d’instruction Matake Kelouwani, du tribunal de Lomé.

### Procédure à l'égard de Bertin Sow Agba
L'instruction de l'affaire impliquant le faux Ministre togolais de l'Intérieur du Togo se poursuit à Lomé après l'arrestation puis l'emprisonnement de ce dernier le 7 mars 2011.
Bertin Agba fut d'abord détenu dans les locaux de l'Agence Nationale du Renseignement puis fut transféré à la prison civile de Lomé le 21 mars 2011.
Bertin Agba a comparu devant un juge d'instruction pour la première fois le 25 mars 2011. Bertin Agba a reconnu les faits et sa demande de remise en liberté a été de fait rejetée.
Natif de Kouméa, Bertin Sow Agba, 44 ans[Quand ?] est au moment de son arrestation le directeur général de la société togolaise de sécurité et de gardiennage OPS, qui emploie plus de 1800 agents. Au moment de son arrestation, Bertin Agba est le propriétaire d'une villa luxueuse, de deux jets privés, aujourd'hui bloqués au Ghana, de plusieurs voitures de luxe et aurait fait bénéficier de l'argent de cette escroquerie à des caciques du régime togolais.
Plusieurs mesures conservatoires ont été prises à son encontre : ses comptes bancaires ont été gelés, sa société mise sous scellés et ses deux avions personnels immobilisés au Ghana.
Le 16 avril 2013, Bertin Agba bénéficie d’une mesure de mise en libération provisoire.

### Procédure à l'égard de Loïk Le Flock-Prigent
L'ancien patron d'Elf Aquitaine, après de nombreux déboires judiciaires lui ayant valu plusieurs condamnations à des peines de prison, s'est reconverti en consultant international pour certains chefs d'État africains.
Le 15 septembre 2012, Loïk Le Floch-Prigent est arrêté à l'aéroport d'Abidjan, et est extradé vers le Togo le lendemain. Inculpé de complicité d'escroquerie, Loïc Le Floch Prigent est libéré pour raisons de santé en février 2013 après cinq mois de prison au Togo. En mai 2013, il indique s'être vu demander une « rançon » de 9 millions de dollars, chiffre ensuite abaissé à 6 millions de dollars et précise avoir versé 50 000 euros.
Loïk Le Floch-Prigent nie toute implication dans cette affaire d’arnaque à la nigériane. En décembre 2012, il porte plainte contre X visant les chefs de « corruption » et « atteinte arbitraire à la liberté par une personne exerçant une fonction publique »
En mai 2013 Loïk Le Floch-Prigent porte plainte à Paris contre les conditions de son arrestation en Côte d'Ivoire et de son extradition au Togo en 2012.  Cependant, Abbas Yousef refuse à chaque fois de répondre aux convocations de la justice Française envoyant à la place des certificats médicaux montrant son incapacité à voyager.

## Dimension politique et internationalisation de l'affaire
Cette affaire fait régulièrement la une de la presse togolaise et est également reprise par des quotidiens d'autres pays, comme l'atteste un article paru en date du 1er juin 2011 dans le journal français Paris Match et l'article paru dans le magazine Managers, magazine de l'Afrique francophone, qui révèle de nombreuses pièces à convictions.
Pascal Bodjona est décrit comme ayant des prétentions présidentielles[réf. nécessaire] et comme étant au centre d'un complot contre le président Faure Gnassimgbe. Cette affaire internationale qui aurait également des ramifications au Congo et au Ghana[réf. nécessaire], prend un véritable tournant politique avec plusieurs médias locaux qui accréditent la thèse que cette escroquerie, réelle au demeurant, serait utilisée par le pouvoir contre le très controversé Pascal Bodjona[réf. nécessaire].
En mai 2013, Loïk Le Floch-Prigent donne un autre éclairage à cette affaire et dénonce les manipulations du pouvoir togolais. Cependant, il semble que la vraie raison de cette fraude soit une tentative de Loïk Le Floch-Prigent de stopper son employeur Emirati en lui enlevant les ressources nécessaires à la bonne continuation du projet. Loïk Le Floch-Prigent avait déjà essayé de reprendre la licence Ngoki (Congo) en créant une autre société Pilatus Energy,.

## Santé mentale supposée de Abbas Yousef
Les avocats de Le Floch-Prigent prétendent avoir relevé des incohérences de Abbas Yousef, : à leurs yeux, il pourrait souffrir de délires paranoïaques. Abbas Yousef n'a pas souhaité donner suite à cette demande de la partie adverse, et a en conséquence refusé de se soumettre à un examen psychiatrique.
Abbas Yousef aurait eu une relation avec Awa Mounira Guéi, ce qui a permis au Mali de la relaxer,.
La famille d'Abbas Yousef a commencé une procédure de tutelle au tribunal de Dubai, compte tenu de son incapacité à gérer ses affaires. Abbas Yousef a repliqué en attaquant sa famille en justice pour fraude...